# Stegastes planifrons
Stegastes planifrons es una especie de peces de la familia Pomacentridae en el orden de los Perciformes. 
Los Stegastes planifrons es una especie abundante de importancia ecológica, que tiene gran influencia sobre muchos organismos de los arrecifes del Caribe.

## Morfología
Los machos pueden llegar alcanzar los 13 cm de longitud total.
Tienen una masa promedio de 11g.

## Hábitat
Es un pez de mar.

### Alimentación
Dependen de las algas bentónicas para alimentarse.

### Comportamiento
Los Stegastes Planifrons adultos son fuertemente agresivos, al igual que sus primos los Stegastes leucostictus, Stegastes partitus, Stegastes variabilis, defienden la utilización exclusiva de los territorios de dueño único y uso general de coespecíficos, de congéneres y de muchos otros peces bentónicos. Pero éstas son menos agresivas que las otras tres.

## Distribución geográfica
Se encuentra al sur de Florida, las Bahamas y el Caribe. 